# Alexander Lubina

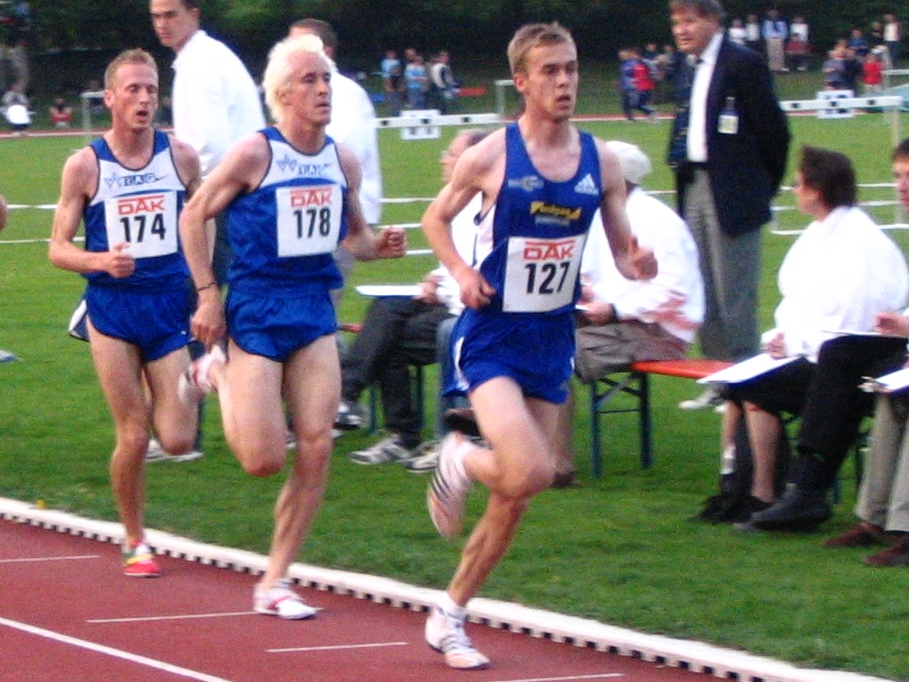
Lubina (Mitte) bei den Deutschen Meisterschaften über 10.000 Meter (2006).

Alexander Lubina (* 10. Dezember 1979 in Bottrop; † 22. März 2022 in Cala Ferrera, Mallorca, Spanien) war ein deutscher Leichtathlet und Orientierungsläufer. Einer seiner größten Erfolge war die Teilnahme an den Europameisterschaften 2002 über 10.000 Meter.
Nachdem Lubina auf der Bahn vor allem über 5000 und 10.000 Meter aktiv gewesen war, versuchte er sich 2007 auf der Marathondistanz. Sein Debüt schlug gleich fehl. Bei den Deutschen Meisterschaften in Mainz musste er aussteigen. Am 8. Juli 2007 schaffte er in Brügge eine Zeit von 2:21:27 h. Zwölf Wochen später ging er dann beim Berlin-Marathon an den Start. Dafür hatte er sich die Qualifikation für die Olympischen Spiele 2008 vorgenommen. Bis zur Hälfte hatte sein Trainingskollege Jan Fitschen das Tempo gemacht. Bis Kilometer 30 lag er auch noch im Olympia-Soll. Dann wurde er jedoch deutlich langsamer und musste schließlich, wie schon in Mainz, aussteigen.
Lubina war 2008 Deutscher Meister im Sprint und in der Langdistanz H21 Elite im Orientierungslauf.
Der aus Bottrop stammende Lubina startete für den TV Wattenscheid, im Orientierungslauf für den DJK Adler 07 Bottrop. Sein Trainer war Anton Kirschbaum. Er beendete 2008 seine Karriere als Leistungssportler.
Lubina kam am 22. März 2022 bei Cala Ferrera in der Bucht Cala Serena ums Leben, als ihn in einer Höhle eine Welle unter Wasser drückte und aufs offene Meer hinauszog.

## Erfolge
- 1995–1998 (Jugendzeit)
  - Deutscher Jugendmeister Cross Langstrecke 1997
  - Deutscher Jugendvizemeister 5000 m 1997
  - Deutscher Jugendvizemeister 15 km Straßenlauf 1997
  - Teilnehmer Junioren Crosseuropameisterschaften 1997
  - Deutscher Jugendvizemeister 15 km Straßenlauf 1998
  - Deutscher Jugendvizemeister 5000 m 1998
  - Deutscher Juniorenmeister 10.000 m 1998
  - Teilnehmer Juniorenweltmeisterschaften 10.000 m 1998

- 1999–2002 (Juniorenzeit)
  - 3. Platz Deutsche Juniorenmeisterschaften 10.000 m 1999
  - 3. Platze Deutsche Meisterschaften 5000 m 1999
  - Teilnahme U23-Europameisterschaften 5000 m 1999
  - Deutscher Juniorenvizemeister 5000 m 1999
  - Deutscher Juniorenmeister 5000 m 2000
  - Deutscher Juniorenmeister 10.000 m 2000
  - Deutscher Juniorenvizemeister Cross Langstrecke 2000
  - 6. Platz U23-Europameisterschaften 10.000 m 2001
  - 4. Platz Deutsche Meisterschaften 5000 m 2001
  - Deutscher Juniorenmeister 10.000 m 2001
  - Deutscher Juniorenmeister Cross Langstrecke 2001
  - Deutscher Juniorenvizemeister 5000 m 2001
  - Deutscher Juniorenvizemeister 10 km Straßenlauf 2001
  - 13. Platz Europameisterschaften 10.000 m 2002
  - Deutscher Meister 10.000 m 2002
  - 3. Platz Deutsche Meisterschaften 10 km Straßenlauf 2002
  - 4. Platz Deutsche Meisterschaften 5000 m 2002
  - 4. Platz Deutsche Meisterschaften Cross Langstrecke 2002

- 2004
  - Teilnehmer Juniorenweltmeisterschaften 10.000 m 1998
  - 29. Platz Cross Europameisterschaften 2004
  - Deutscher Crossmeister Langstrecke 2004
  - Deutscher Vizemeister 10 km Straßenlauf 2004
  - 3. Platz Deutsche Meisterschaften 10.000 m 2004
  - 3. Platz Deutsche Meisterschaften 3 × 1000 m 2004
  - 4. Platz Deutsche Meisterschaften 5000 m 2004

- 2006–2007
  - Deutscher Vizemeister 10.000 m 2006
  - Deutscher Vizemeister Halbmarathon 2007

- 2008
  - Deutscher Meister Orientierungslauf Sprint (H21 Elite)
  - Deutscher Meister Orientierungslauf Langdistanz (H21 Elite)